# لامور باقي حاكمني (أغنية)
«لامور باقي حاكمني» هي أغنية للفنان المغربي حاتم عمور من ألبومه الثاني بلا عنوان (2019)، من كلمات عدنان أمصغار وألحان أيوب الزعزاع وتوزيع عمر الصباغ، وهي من إنتاج حاتم عمور الخاص. تم إصدار الأغنية كثاني أغنية منفردة من الألبوم في 28 فبراير 2019 برفقة فيديو كلمات الأغنية. تعتبر الأغنية بوبا مغربيا.

## إصدار الأغنية
في استجواب مع إذاعة هيت راديو يوم 20 فبراير 2019، صرح الفنان حاتم عمور أنه سيشرع بإصدار ثاني أغنية منفردة من ألبومه في مطلع شهر مارس بعنوان «لامور باقي حاكمني». لكن أطلقت الأغنية على منصات الاستماع يوم 28 فبراير 2019 مرفقة بفيديو كلمات الأغنية.

## الكلمات والألحان والتوزيع

### الكلمات
كتب عدنان أمصغار كلمات الأغنية التي تحدثت عن قصة شاب لم يقاوم فراق الحبيب حيث مازال مقيدا بحبه رغم انتهاء علاقتها. وتأتي كلماتها كالتالي:
"لامور باقي انا حاكمني Malgré فاتوا علينا des années
ماشي حيث عذابها عاجبني لكن الشوق ما خلاني
قلبي مازال عايش في الpassé هيا نسات وانا ما ناسي
حاولت ننساها ونصبر راسي، أنا نموت غي ترجع ثاني
الولف صعيب ماشي بيدي، ما على باليش باللي غادي تتبدل
كيندير أنا تقضى جهدي نسول فيها وهي ماتسول
وعلاش علاش قولي يا دنيا، حبيبي انا وبعد عليا
زهري في الحب نكون ضحية، يا حتى لين دموعي غتنزل
واش حيث حبيت من نيتي أنا، عايش معذب وهي فرحانة
عقود الحب ما فيها ضمانة، مكتوب عليا نعيش مبهدل
الولف صعيب ماشي بيدي، ما على باليش بلي غادي تتبدل
كيندير أنا تقضى جهدي نسول فيها وهي ما تسول
لامور باقي أنا حاكمني Malgré فاتوا علينا des années
ماشي حيث عذابها عاجبني لكن الشوق ما خلاني"

### ألحان وتوزيع
لحن أيوب الزعزاع كلمات الأغنية على سلم ري منخفض صغير (D-flat Minor) ووزعت الأغنية على إيقاعات عربية على قيثارة بسرعة إيقاع 98 (98 نبضة في الدقيقة).

## الطاقم
هذه المعلومات تم أخذها من شارة نهاية فيديو كلمات أغنية «لامور باقي حاكمني».
- حاتم عمور: غناء وإنتاج
- عدنان أمصغار: كلمات
- أيوب الزعزاع: ألحان
- عمر الصباغ: توزيع